# Ebenezer Cobb Morley

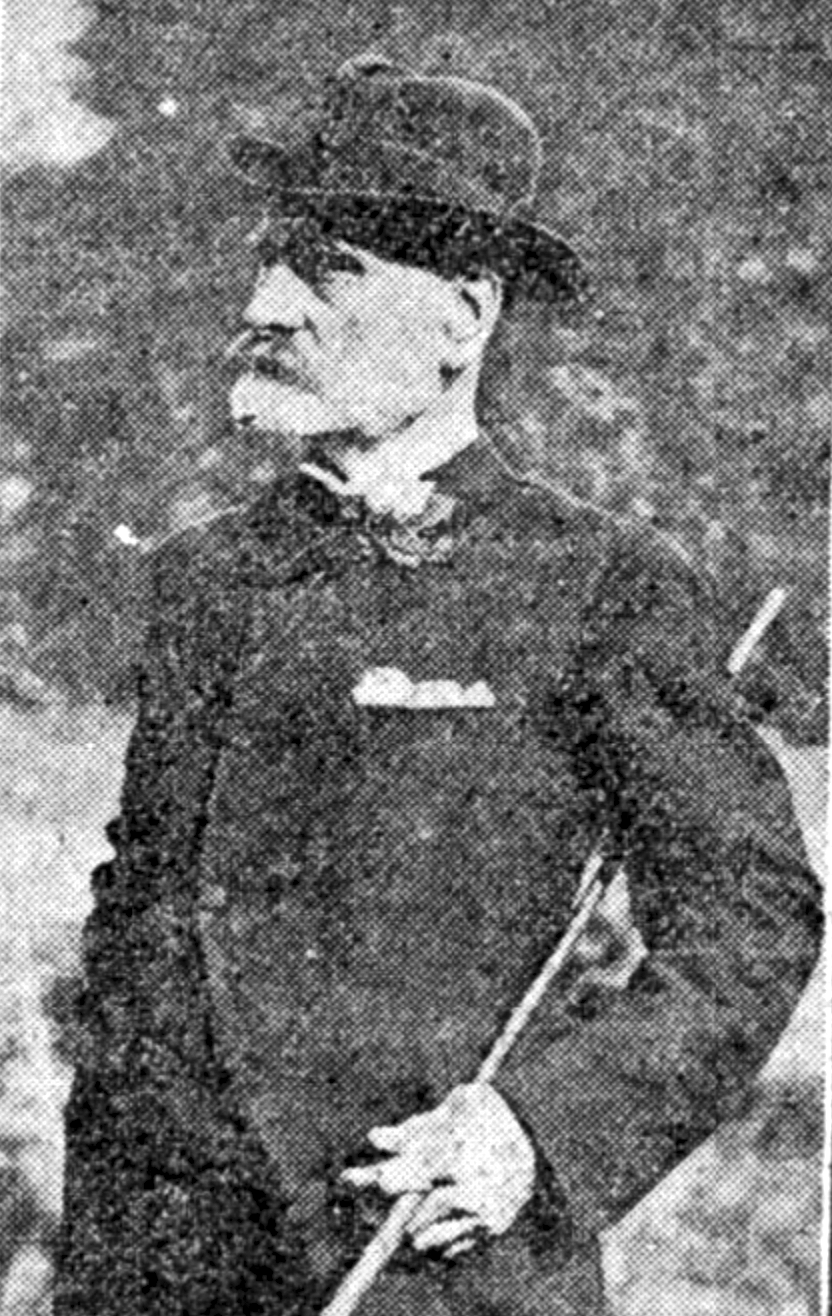
Morley, 1913

Ebenezer Cobb Morley (* 16. August 1831 in Kingston upon Hull; † 20. November 1924 in London-Barnes) war ein britischer Sportler und Gründer des englischen Fußballverbands Football Association. Er wird unter Sportbegeisterten als „Vater des modernen Fußballs“ gefeiert.

## Leben und Familie
Morley wurde in Kingston upon Hull geboren und lebte dort bis zu seinem 22. Lebensjahr. Er war mit Frances Bidgood verheiratet und hatte keine Kinder. Beigesetzt wurde Morley auf dem heute aufgegebenen Friedhof von Barnes.

## Berufe und Vereinstätigkeiten
Morley zog 1858 nach Barnes um, wo er verschiedenen Quellen zufolge 1862 den Barnes Football Club gründete. Seine Vorschläge, einen Dachverband für den Sport einzurichten, führten zu verschiedenen Versammlungen, in deren Zuge 1863 die Football Association gegründet wurde. Morley wollte verbindliche Standards und ein allgemeingültiges Regelwerk einführen. Hauptgrund war, dass verschiedene Vereine aus verschiedenen Regionen und Provinzen nach nicht minder unterschiedlichen, „hausgemachten“ Regeln spielten. Wenn dann rivalisierende Fußballvereine ihre Spieler antreten ließen, artete dies nicht selten in wüsten Schlägereien aus, weil jede Mannschaft auf ihren Regeln beharrte. Zwar lockten die Schlägereien zahlreiche Gaffer und weitere Raufbolde an, die Spiele dagegen waren freilich ruiniert. Und nicht selten gingen sie torlos aus. Abhilfe sollten deshalb landesweit universelle Spielregeln und Kleidungsvorschriften schaffen. Erste Entwürfe schickte Morley an die populäre Wochenzeitschrift Bell’s Life in London, and Sporting Chronicle. Zusammen mit elf weiteren Vereinspräsidenten aus anderen britischen Fußballclubs, gründete er 1863 die Football Association. Von 1863 bis 1866 war er der erste Sekretär des Vereins, von 1866 bis 1874 war er Vereinspräsident. Als Spieler wirkte er 1863 im ersten jemals nach den modernen Regeln ausgetragenen Fußballspiel gegen Richmond mit und erzielte im ersten repräsentativen Spiel, welches zwischen den Vereinen von London und dem FC Sheffield ausgetragen wurde, ein Tor.
Morley war ein hauptamtlicher Solicitor (Rechtsanwalt) und begeisterter Ruderer, weshalb er die Regatten von Barnes und Mortlake ins Leben rief. Er saß für Barnes im Rat der Grafschaft Surrey und diente als Friedensrichter. In Großbritannien besitzt Morley innerhalb des Fußballs einen ähnlichen Stellenwert wie William Webb Ellis innerhalb des Rugby.

## Nachruf
Morley war anlässlich seines 187. Geburtstages am 16. August 2018 Gegenstand eines Google Doodles.